# Eric Freeman (écrivain)
Eric Freeman est un informaticien américain, auteur et créateur du concept de Lifestreaming avec David Gelernter.

## Ouvrages
Eric Freeman a publié Head First HTML and CSS  (ISBN 978-0596101978) qu'il a co-écrit avec Elisabeth Robson, et Head First Design Patterns  (ISBN 0-596-00712-4) qu'il a également co-écrit avec Elisabeth Robson, Kathy Sierra et Bert Bates.